# Agyrium
Ordre
Famille
Genre
Agyrium est un genre de champignons dans la classe des Lecanoromycetes. L'ordre des Agyriales, monotypique, ne comporte que la famille des Agyriaceae dont Agyrium est le seul genre. Celui-ci ne comporte que trois espèces, essentiellement représentés dans les régions tempérées.

## Taxonomie
Depuis 1990, sur la base de caractères anatomiques, l'ordre des Agyriales comportait deux familles, essentiellement composées de lichens, la famille des Agyriaceae comptant à elle seule 16 genres, dont Agyrium. En 2007, une étude faisant appel à des caractères moléculaires a montré que cet arrangement ne pouvait rendre compte des parentés véritables. Elle a conduit à rattacher la seconde famille (Anamylopsoraceae) à l'ordre des Baeomycetales et à ressusciter la famille des Trapeliaceae — également placée dans les Baeomycetales — où ont été versés 13 des 15 genres lichénisés des anciens Agyriaceae ; les deux autres ont été rattachés l'un aux Baeomycetaceae, l'autre aux Ostropomycetidae incertae sedis, l'ordre des Agyriales se retrouvant désormais réduit au seul genre Agyrium.
Il est intéressant de constater que l'ordre des Agyriales a été rétabli en 2001, et confirmé la même année à partir de données moléculaires concernant des taxons appartenant aujourd'hui, sans exception, à un ordre différent (Baeomycetales). Il est toutefois conservé dans les classifications récentes,.